# Mar di Sardegna
Il Mar di Sardegna è una parte del Mar Mediterraneo, situata tra la Sardegna, l'arcipelago spagnolo delle Baleari e le coste africane. Viene chiamato anche Mar Esperico; i greci usavano i termini Esperia o Esperico per indicare i territori o le acque che, rispetto a loro, erano considerati ad occidente.
L'Organizzazione idrografica internazionale non riconosce quest'area come Mar di Sardegna e la definisce genericamente come Bacino Occidentale del Mar Mediterraneo.

## Geografia
Vi si affaccia il versante meridionale e occidentale della Sardegna fino al mare di Corsica e raggiunge la profondità massima di 3068 m a circa 150 km a nord est dell'isola di Minorca. I golfi principali che vi si affacciano sono quelli di Alghero e Oristano; da questi golfi si affacciano sul mare le omonime città, che risultano essere i maggiori centri di tutta la porzione di costa. Dopo la Sardegna stessa e le Baleari, le principali isole sono quelle di Sant'Antioco e San Pietro, poste a sud-ovest della Sardegna. Tra i fiumi che sfociano in questo mare vi sono il Tirso, il Temo ed il Riu Mannu.

## Storia
Questo mare fu in passato navigato da numerose civiltà e popoli, quali nuragici, fenici, cartaginesi, romani, saraceni, pisani, aragonesi, spagnoli e liguri. A testimonianza di ciò restano due importanti varietà linguistiche della Sardegna: il catalano algherese ad Alghero, il tabarchino a Carloforte e Calasetta. Altra importante testimonianza è la zona archeologica di Tharros, in territorio del comune di Cabras.